# Åsen, Pargas
För andra betydelser, se Åsen (olika betydelser).
Åsen är en ö i Finland.   Den ligger i kommunen Pargas i den ekonomiska regionen  Åboland  och landskapet Egentliga Finland, i den södra delen av landet, 160 km väster om huvudstaden Helsingfors.